# Чемпіонат СРСР з футболу серед дублерів
Чемпіонат СРСР з футболу серед дублерів — щорічна першість серед дублюючих складів футбольних команд вищого дивізіону Радянського Союзу.

## Призери
Список призерів:
| Сезон | 1-е місце                | 2-е місце                | 3-е місце                |
| ----- | ------------------------ | ------------------------ | ------------------------ |
| 1946  | Спартак (Москва)         | Динамо (Тбілісі)         | Динамо (Москва)          |
| 1947  | ЦБЧА                     | Динамо (Москва)          | Динамо (Київ)            |
| 1948  | ЦБЧА                     | Спартак (Москва)         | ВПС                      |
| 1949  | Динамо (Київ)            | ЦБЧА                     | Спартак (Москва)         |
| 1950  | ЦБЧА                     | ВПС                      | Спартак (Москва)         |
| 1951  | ЦБЧА                     | Динамо (Москва)          | ВПС                      |
| 1952  | Динамо (Москва)          | Динамо (Київ)            | Крила Рад                |
| 1953  | Спартак (Москва)         | Локомотив (Москва)       | Динамо (Київ)            |
| 1954  | Спартак (Москва)         | ЦБРА                     | Локомотив (Москва)       |
| 1955  | Спартак (Москва)         | Динамо (Тбілісі)         | ЦБРА                     |
| 1956  | Спартак (Москва)         | Динамо (Москва)          | Локомотив (Москва)       |
| 1957  | Динамо (Москва)          | Спартак (Москва)         | ЦСК МО                   |
| 1958  | Спартак (Москва)         | Динамо (Москва)          | Зеніт                    |
| 1959  | Торпедо (Москва)         | ЦСК МО                   | Спартак (Москва)         |
| 1960  | ЦСКА                     |                          |                          |
| 1961  | Спартак (Москва)         | СКА (Ростов-на-Дону)     | Динамо (Київ)            |
| 1962  | Спартак (Москва)         | Динамо (Київ)            | Динамо (Москва)          |
| 1963  | Динамо (Київ)            | ЦСКА                     | Динамо (Тбілісі)         |
| 1964  | Динамо (Тбілісі)         | Динамо (Київ)            | ЦСКА                     |
| 1965  | Динамо (Київ)            | Локомотив (Москва)       | ЦСКА                     |
| 1966  | Динамо (Київ)            | Динамо (Тбілісі)         | Динамо (Москва)          |
| 1967  | Шахтар (Донецьк)         | Динамо (Київ)            | Динамо (Москва)          |
| 1968  | Динамо (Київ)            | Шахтар (Донецьк)         | Динамо (Москва)          |
| 1969  | Шахтар (Донецьк)         | Динамо (Москва)          | Динамо (Київ)            |
| 1970  | Динамо (Москва)          | Спартак (Москва)         | ЦСКА                     |
| 1971  | Динамо (Москва)          | СКА (Ростов-на-Дону)     | ЦСКА                     |
| 1972  | Динамо (Київ)            | Торпедо (Москва)         | Карпати (Львів)          |
| 1973  | Динамо (Москва)          | Кайрат                   | Динамо (Київ)            |
| 1974  | Динамо (Київ)            | Динамо (Москва)          | Чорноморець (Одеса)      |
| 1975  | Торпедо (Москва)         | Спартак (Москва)         | Динамо (Київ)            |
| 1976  | ЦСКА                     | Динамо (Тбілісі)         | Динамо (Москва)          |
| 1976  | Динамо (Київ)            | Шахтар (Донецьк)         | Карпати (Львів)          |
| 1977  | Динамо (Київ)            | Шахтар (Донецьк)         | Торпедо (Москва)         |
| 1978  | Динамо (Тбілісі)         | ЦСКА                     | Динамо (Київ)            |
| 1979  | ЦСКА                     | Нефтчі (Баку)            | Динамо (Київ)            |
| 1980  | Динамо (Київ)            | Динамо (Москва)          | Спартак (Москва)         |
| 1981  | Динамо (Київ)            | Динамо (Тбілісі)         | Зеніт                    |
| 1982  | Динамо (Київ)            | Спартак (Москва)         | Динамо (Мінськ)          |
| 1983  | Динамо (Київ)            | ЦСКА                     | Динамо (Москва)          |
| 1984  | Дніпро (Дніпропетровськ) | Динамо (Москва)          | Динамо (Тбілісі)         |
| 1985  | Динамо (Київ)            | Спартак (Москва)         | Торпедо (Москва)         |
| 1986  | Спартак (Москва)         | Дніпро (Дніпропетровськ) | Динамо (Москва)          |
| 1987  | Дніпро (Дніпропетровськ) | Спартак (Москва)         | Жальгіріс                |
| 1988  | Динамо (Москва)          | Динамо (Москва)          | Спартак (Москва)         |
| 1989  | Динамо (Мінськ)          | Спартак (Москва)         | Дніпро (Дніпропетровськ) |
| 1990  | Динамо (Київ)            | Дніпро (Дніпропетровськ) | Спартак (Москва)         |
| 1991  | Дніпро (Дніпропетровськ) | Динамо (Мінськ)          | Спартак (Москва)         |

## Досягнення клубів
Сумарні досягнення клубів:
| №  | Команда                  | 1-е місце | 2-е місце | 3-е місце |
| -- | ------------------------ | --------- | --------- | --------- |
| 1  | Динамо (Київ)            | 15        | 6         | 9         |
| 2  | Спартак (Москва)         | 9         | 8         | 7         |
| 3  | ЦСКА                     | 7         | 6         | 6         |
| 4  | Динамо (Москва)          | 6         | 7         | 7         |
| 5  | Дніпро (Дніпропетровськ) | 3         | 2         | 1         |
| 6  | Динамо (Тбілісі)         | 2         | 5         | 2         |
| 7  | Шахтар (Донецьк)         | 2         | 3         | -         |
| 8  | Торпедо (Москва)         | 2         | 1         | 2         |
| 9  | Динамо (Мінськ)          | 1         | 1         | 1         |
| 10 | Локомотив (Москва)       | -         | 2         | 2         |
| 11 | СКА (Ростов-на-Дону)     | -         | 2         | -         |
| 12 | ВВС                      | -         | 1         | 2         |
| 13 | Кайрат                   | -         | 1         | -         |
| 14 | Нефтчі (Баку)            | -         | 1         | -         |
| 15 | Зеніт                    | -         | -         | 2         |
| 16 | Карпати (Львів)          | -         | -         | 1         |
| 17 | Жальгіріс                | -         | -         | 1         |
| 18 | Чорноморець (Одеса)      | -         | -         | 1         |
| 19 | Крила Рад                | -         | -         | 1         |

## Бомбардири
Список найрезультативніших гравців турнірів дублерів (з 1970 року).
1970
22 — Піскунов («Динамо» М)
16 — Старков (ЦСКА Москва)
14 — Єлісєєв («Зоря»)
13 — Ломакін («Динамо» Мінськ)
12 — Григорьєв («Спартак» М)
11 — Чопей («Динамо» К)
10 — Хромченков («Зеніт»)
1971
17 — Єлісєєв («Зоря»)
17 — Казанчян («Арарат»)
14 — Блохін («Динамо» К)
13 — Ларін («Динамо» М)
12 — Піскунов («Динамо» М)
11 — Філіпов («Торпедо» М)
11 — Єгорович («Спартак» М)
10 — Григорьєв («Спартак» М)
10 — Абдуллаєв («Нефтчі»)
1972
13 — Даниленко («Торпедо» М)
12 — Амелін («Торпедо» М)
12 — Ларін («Динамо» М)
10 — Церетелі («Динамо» Тб)
10 — Торопов («Дніпро»)
1973
16 — Андрєєв («Спартак» М)
12 — Якубик («Динамо» М)
11 — Павленко («Динамо» М)
11 — Піуновський («Кайрат»)
10 — Байдачний («Динамо» М)
10 — Курненін («Динамо» М)
10 — Пінчук («Динамо» К)
10 — Ломакін («Динамо» Мінськ)
10 — Слободян («Дніпро»)
1974
13 — Васін («Динамо» Москва)
12 — Федоренко («Шахтар»)
11 — Петросян С. («Арарат»)
11 — Куцев («Ністру»)
10 — Ковальов («Динамо» К)
1975
14 — Распутін (СКА Ростов-на-Дону)
12 — Колесов («Динамо» М)
11 — Бачіашвілі («Карпати»)
11 — Малий В. («Зоря»)
11 — Васильєв («Торпедо» М)
11 — Мурашкінцев («Спартак» М)
10 — Марченко («Динамо» К)
1976 (весна)
10 — Дорофєєв (ЦСКА Москва)
10 — Колесов («Динамо» М)
1976 (осінь)
17 — Шарій («Динамо» К)
1977
16 — Паламарчук («Дніпро»)
14 — Шафоростов («Шахтар
13 — Акімян («Арарат»)
12 — Ковальов («Динамо» К)
12 — Ванюшкін («Торпедо» М)
11 — Хапсаліс («Динамо» К)
11 — Насташевський («Шахтар»)
11 — Коваль (ЦСКА Москва)
11 — Тимофєєв («Зеніт»)
11 — Гакман («Чорноморець»)
10 — Дубінін (ЦСКА Москва)
1978
13 — Дубінін (ЦСКА Москва)
12 — Аббасов («Нефтчі»)
10 — Мумладзе («Динамо» Тбілісі)
1979
17 — Морозов («Шахтар»)
16 — Василевський Ол. («Динамо» Мінськ)
15 — Бойко («Динамо» К)
15 — Болквадзе («Динамо» Тбілісі)
14 — Маліков (ЦСКА Москва)
12 — Дубінін (ЦСКА Москва)
12 — Ніконов («Спартак» М)
11 — Корман («Нефтчі»)
11 — Бадусов («Локомотив» М)
10 — Какілашвілі («Динамо» Тбілісі)
10 — Акименко («Шахтар»)
1980
19 — Чесноков («Торпедо» М)
18 — Пасічний («Динамо» К)
18 — Хлус («Динамо» К)
15 — Бондаренко («Шахтар»)
11 — Калашников («Спартак» М)
11 — Жванія («Динамо» Тбілісі)
10 — Бахмалов («Нефтчі»)
10 — Андрейченко («Кубань»)
10 — Горюнов («Кубань»)
10 — Гайдаржи («Чорноморець»)
1981
24 — Цаава («Динамо» Тбілісі)
17 — Баранов («Динамо» К)
17 — Чухлов («Зеніт»)
16 — Михайличенко («Динамо» К)
14 — Аргудяєв («Спартак» М)
13 — Пасічний («Динамо» К)
13 — Бондаренко («Шахтар»)
12 — Челебадзе («Динамо» Тбілісі)
12 — Крестененко («Спартак» М)
11 — Кропін («Зеніт»)
10 — Капустін («Динамо» М)
1982
27 — Сокол («Динамо» Мінськ)
16 — Пасічний («Динамо» К)
15 — Русяєв («Спартак» М)
14 — Аханов («Торпедо» М)
12 — Смірнов («Спартак» М)
12 — Дмитрієв («Зеніт»)
12 — Пак («Пахтакор»)
11 — Чижик («Дніпро»)
11 — Землін (ЦСКА Москва)
10 — Попков («Динамо» Мінськ)
10 — Баранник («Зеніт»)
10 — Протасов («Дніпро»)
10 — Капустін («Динамо» М)
1983
 ?
17 — Михайличенко («Динамо» К)
12 — Тропанець («Чорноморець»)
10 — Горячев («Чорноморець»)
1984
 ?
12 — Михайличенко («Динамо» К)
11 — Федоренко («Дніпро»)
1985
15 — Михайличенко («Динамо» К)
14 — Васильєв («Торпедо» М)
12 — Русяєв («Спартак» М)
12 — Шалимо («Динамо» Мінськ)
11 — Масалітін (СКА Ростов-на-Дону)
11 — Євтушенко («Динамо» К)
10 — Жидков («Торпедо» М)
1986
15 — Кудрицький («Дніпро»)
15 — Кужлєв («Спартак» М)
15 — Данилов («Зеніт»)
13 — Колядко («Дніпро
12 — Щербаков («Динамо» К)
11 — Єрьоменко («Спартак» М)
11 — Шалімов («Спартак» М)
11 — Сторчак («Дніпро»)
11 — Акименко («Шахтар»)
10 — Жорданія («Динамо» Тбілісі)
1987
17 — Щюгжда («Жальгіріс»)
16 — Сидельников («Дніпро»)
16 — Кужлєв («Спартак» М)
15 — Волкович («Динамо» Мінськ)
13 — Новіков («Спартак» М)
12 — Сторчак («Дніпро»)
12 — Рудаков («Спартак» М)
11 — Смірнов («Динамо» М)
11 — Писарєв («Торпедо» М)
10 — Рідний («Шахтар»)
10 — Шамрін («Спартак» М)
10 — Джишкаріані («Гурія»)
1988
13 — Кужлєв («Спартак» М)
11 — Таран («Дніпро»)
10 — Юран («Динамо» К)
10 — Щюгжда («Жальгіріс»)
10 — Тишков («Торпедо» М)
1989
14 — Акопян («Арарат»)
13 — Новіков («Спартак» М)
13 — Москвін («Дніпро»)
13 — Никифоров («Динамо» К)
13 — Квасов («Металіст»)
12 — Вергейчик («Динамо» Мінськ)
12 — Кердзевадзе («Динамо» Тбілісі)
11 — Гущин («Чорноморець»)
1990
12 — Тимошенко («Спартак» М)
10 — Мороз («Динамо» К)
10 — Призетко («Металіст»)
1991
19 — Козлов («Спартак» М)
16 — Перепаденко («Спартак» М)
13 — Тахохов («Памір»)
12 — Файзуллін (ЦСКА Москва)
10 — Кузмичов («Торпедо» М)
10 — Бобров (ЦСКА Москва)
10 — Гришин (ЦСКА Москва)